# شهرک صنعتی فناوری خودرو
شهرک صنعتی فناوری خودرو یکی از شهرک‌های صنعتی استان آذربایجان شرقی است که در شهر تبریز واقع شده‌است.